# Atanazy Kleinwächter

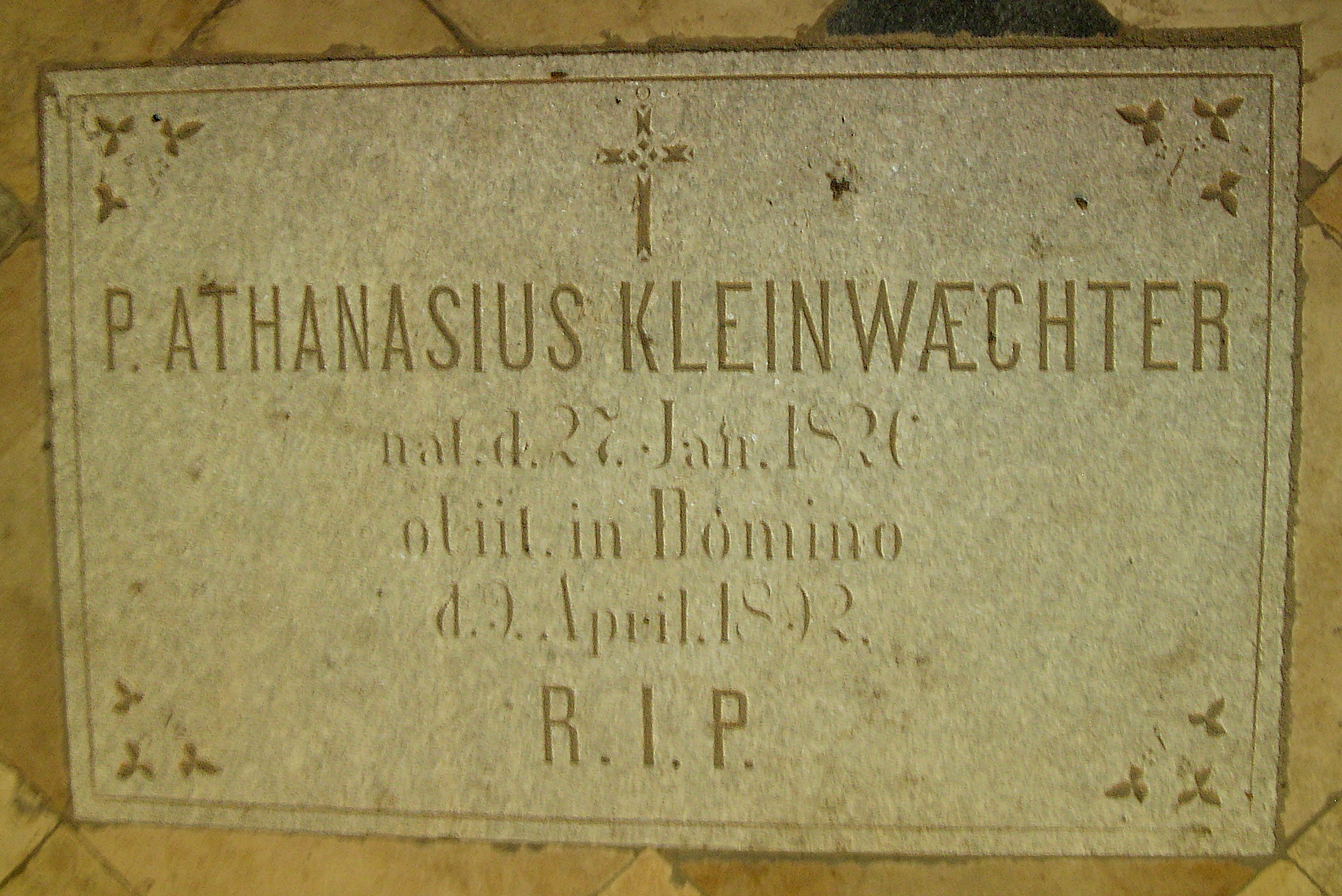
Epitafium gwardiana franciszkanów Atanazego Kleinwächtera. Kaplica Trzeciego Upadku we wsi Góra św. Anny

Atanazy Kleinwächter, Athanasius Kleinwächter, właściwie Josef Kleinwächter (ur. 27 stycznia 1826 w Czadrowie, zm. 9 kwietnia 1892 na Górze św. Anny) – niemiecki duchowny katolicki, franciszkanin, gwardian franciszkański.
Studiował teologię na Uniwersytecie Wrocławskim. 22 VI 1850 otrzymał święcenia kapłańskie, następnie pełnił posługę kapłańską w Sycowie i Opolu. Od 1856 r. był wicerektorem alumnatu we Wrocławiu. Wykładał tam język polski. W 1860 wstąpił do zakonu franciszkańskiego na Górze św.Anny przybierając imię zakonne Atanazy. Był tam pierwszym nowicjuszem w nowo otwartym nowicjacie. Od 1864 piastował godność gwardiana tegoż klasztoru do 1872 r.. Po likwidacji klasztoru przez władze niemieckie w 1875 r. przebywał we Wrocławiu, w 1876 w Münster, a następnie opuścił Niemcy i mieszkał za granicą. Po powrocie na Śląsk osiedlił się w 1881 w rejonie Góry św. Anny i pracował jako kapłan. Po odwołaniu w 1887 r. antykościelnych zarządzeń ponownie wybrany na stanowisko gwardiana annogórskiego klasztoru zajął się odbudową kompleksu świątynnego. Gwardianem był aż do śmierci. Nazywany apostołem ludu górnośląskiego, ze względu na dużą aktywność kaznodziejską (m.in. częste udziały w misjach ludowych). Budowniczy kaplicy III Upadku w kompleksie annogórskim.